# وديع فلسطين
وديع فلسطين حبشي (1923 - 4 نوفمبر 2022) هو صحفي وكاتب مصري من مواليد مدينة أخميم في سوهاج عام 1923.

## حياته
بعد ولادته بشهر لحق بأبيه فلسطين حبشي الموظف بحكومة السودان وقضى بها ست سنوات في عطبرة، وبعد إحالة والده إلى التقاعد في عام 1930 عاد إلى القاهرة والتحق بمدرسة الجيزة الابتدائية الأميرية ثم المدرسة الإنجليزية بجزيرة الروضة، ثم الجامعة الأمريكية بالقاهرة حيث تخرج منها عام 1942 بدرجة البكالوريوس في الصحافة. بعد التخرج عمل في جريدة الأهرام في قسم التوزيع، كما مارس الكتابة في العديد من الصحف مثل «منبر الشرق» لعلي الغاياتي و«الشعلة» و«الإنذار» في المنيا و«الراوي الجديد» وغيرها. في عام 1945 تولى رئاسة قسم الترجمة في جريدة المقطم ومجلة المقتطف وكان يحرر المقالات الرئيسية وعمل أيضاً بتحرير المقالات الأدبية والاقتصادية فيهما، وظل فيهما إلى أن أغلقت الدار في أواخر عام 1952. في تلك الفترة أنشأ د. إبراهيم ناجي «رابطة الأدباء» فتولى وديع فلسطين منصب الوكيل فيها. وخلال تلك الفترة أيضاً عمل أستاذاً للصحافة في الجامعة الأمريكية ومراسلاً ووكيلاً لمجلة «الأديب» ومراسلاً لمجلة «الدبور» اللبنانية ومراسلاً لجريدة «الصباح» التونسية، وممثلاً لمعهد «الشئون العربية الأمريكية» الذي أنشأه في نيويورك د. خليل طوطح.
بين عامي 1953 و 1955 حرر مجلة «الاقتصاد والمحاسبة» والتي كان يصدرها نادي التجارة، وحرر الأعداد الاقتصادية بجريدة الأهرام، واشترك في ترجمة الوثائق والمرافعات المتعلقة بقضية قانونية دولية عرفت باسم «قضية أوناسيس» وهي تتعلق بحقوق اتفاقية ناقلات النفط السعودية مع أوناسيس عام 1954، في عام 1956 عُيّن رئيساً لقسم العلاقات العامة بشركة أرامكو فيما وراء البحار للقاهرة، وترقى في المناصب إلى أن أصبح مديراً للشركة عام 1965، كما ساهم بالكتابة في مجلة «قافلة الزيت».

## مؤلفاته
- ترجمة عدد من الكتب منها:
  - مسرحية الأب لأوجست ستريندبرج.
  - استقاء الأنباء فن.
  - العلاقات العامة فن.
  - أوليفر وندل هولمز.
  - قضية فلسطين في ضوء الحق والعدل لهنري قطان.
  - على درب الحرية.
- قضايا الفكر في الأدب المعاصر.
- وديع فلسطين يتحدث عن أعلام عصره (في جزئين).
- مختارات من الشعر العربي المعاصر.
- مي: حياتها وصالونها وأدبها.
- تحرير كتابين في الاقتصاد من تأليف د. يوسف نحاس وهما: القطن في خمسين عاماً، وذكريات السودان.[3]
- ساهم في إعداد «الموسوعة العربية الميسرة» بتحرير المقالات المتعلقة بالصحافة وتاريخها.[3]